# Appears
appears – jedenasty singel Ayumi Hamasaki, wydany 10 listopada 1999 roku. Sprzedano 290 550 kopii (limit to 300 000 kopii). Singel znalazł się na #1. miejscu w rankingu Oricon.

## Lista utworów
| Nr  | Tytuł                                                    | Muzyka           | Aranżacja | Czas |
| --- | -------------------------------------------------------- | ---------------- | --------- | ---- |
| 1.  | "appears (99 Greeting Mix)"                              | Kazuhito Kikuchi | HΛL       | 5:38 |
| 2.  | "appears (Scud Filter Mix)"                              | Kazuhito Kikuchi |           | 6:03 |
| 3.  | "appears (Dub's Eurotech Remix)"                         | Kazuhito Kikuchi |           | 8:03 |
| 4.  | "WHATEVER (Ferry 'System F' Corsten dub mix)"            | Kazuhito Kikuchi |           | 7:38 |
| 5.  | "appears (JP's SoundFactory Mix)"                        | Kazuhito Kikuchi |           | 7:58 |
| 6.  | "appears (HΛL's Mix)"                                    | Kazuhito Kikuchi | HΛL       | 4:41 |
| 7.  | "immature (D-Z DUAL LUCIFER MIX)"                        | Kazuhito Kikuchi |           | 4:35 |
| 8.  | "WHATEVER (Ferry 'System F' Corsten vocal extended mix)" | Kazuhito Kikuchi |           | 6:29 |
| 9.  | "appears (Keith Litman's Mix of Truth)"                  | Kazuhito Kikuchi |           | 8:25 |
| 10. | "immature (JT Original CM Version)"                      | Kazuhito Kikuchi | HΛL       | 4:45 |
| 11. | "appears (99 Greeting Mix -Instrumental-)"               | Kazuhito Kikuchi |           | 5:39 |
| 12. | "immature (JT Original CM Version -Instrumental-)"       | Kazuhito Kikuchi |           | 4:45 |

## Wystąpienia na żywo
- 8 listopada 1999 – Hey! Hey! Hey! – "appears"
- 10 listopada 1999 – Big Wednesday – "appears"
- 11 listopada 1999 – Utaban – "appears"
- 12 listopada 1999 – Music Station – "appears"
- 13 listopada 1999 – Count Down TV – "appears"
- 13 listopada 1999 – Pop Jam – "appears"
- 9 grudnia 1999 – FNS Music Festival – "appears"
- 12 grudnia 1999 – Super Dream Live – "appears"
- 12 grudnia 1999 – Hey! Hey! Hey! – "appears"
- 12 grudnia 1999 – Fresh Live – "appears"
- 12 grudnia 1999 – Music Station – "appears"
- 12 grudnia 1999 – Countdown TV – "appears"
- 3 stycznia 2000 – Countdown TV – "appears"
- 31 marca 2000 – Music Station – "appears"
- 22 grudnia 2003 – Hey! Hey! Hey! – "appears"

## Wersja europejska
W 2005 roku singel appears został wydany ponownie w Niemczech.

### Lista utworów
| Nr | Tytuł                                              | Muzyka           | Czas |
| -- | -------------------------------------------------- | ---------------- | ---- |
| 1. | "appears (Armin Van Buuren's Radio Edit)"          | Kazuhito Kikuchi | 4:00 |
| 2. | "appears (Kyau vs. Albert Radio Edit)"             | Kazuhito Kikuchi | 3:38 |
| 3. | "appears (Vince The Saint vs. Villa Radio Edit)"   | Kazuhito Kikuchi | 4:06 |
| 4. | "appears (Armin Van Buuren's Rising Star 12" Mix)" | Kazuhito Kikuchi | 9:11 |
| 5. | "appears (Kyau vs. Albert Dub Mix)"                | Kazuhito Kikuchi | 7:58 |
| 6. | "appears (Vince The Saint vs. Villa Remix)"        | Kazuhito Kikuchi | 6:08 |